# Didemnum nekozita
Didemnum nekozita is een zakpijpensoort uit de familie van de Didemnidae. De wetenschappelijke naam van de soort is voor het eerst geldig gepubliceerd in 1967 door Tokioka.